# Klassendiagramm
| Strukturdiagramme der UML      |
| ------------------------------ |
| Klassendiagramm                |
| Komponentendiagramm            |
| Kompositionsstrukturdiagramm   |
| Objektdiagramm                 |
| Paketdiagramm                  |
| Profildiagramm                 |
| Verteilungsdiagramm            |
| Verhaltensdiagramme der UML    |
| Aktivitätsdiagramm             |
| Anwendungsfalldiagramm         |
| Interaktionsübersichtsdiagramm |
| Kommunikationsdiagramm         |
| Sequenzdiagramm                |
| Zeitverlaufsdiagramm           |
| Zustandsdiagramm               |

Ein Klassendiagramm ist ein Strukturdiagramm der Unified Modeling Language (UML) zur grafischen Darstellung (Modellierung) von Klassen, Schnittstellen sowie deren Beziehungen. Eine Klasse ist in der Objektorientierung ein abstrakter Oberbegriff für die Beschreibung der gemeinsamen Struktur und des gemeinsamen Verhaltens von Objekten (Klassifizierung). Sie dient dazu, Objekte zu abstrahieren. Im Zusammenspiel mit anderen Klassen ermöglicht sie die Modellierung eines abgegrenzten Systems in der objektorientierten Analyse und im Entwurf.
Seit den 1990er Jahren werden Klassendiagramme meistens in der Notation der UML dargestellt. Das Klassendiagramm ist eine der 14 Diagrammarten der UML, einer Modellierungssprache für Software und andere Systeme.

## Notation in der Unified Modeling Language

### Klassen
Klassen werden durch Rechtecke dargestellt, die entweder nur den Namen der Klasse (fett gedruckt) tragen oder zusätzlich auch Attribute, Operationen und Eigenschaften spezifiziert haben. Dabei werden diese drei Rubriken (engl. compartment) – Klassenname, Attribute/Eigenschaften, Methoden/Operationen – jeweils durch eine horizontale Linie getrennt. Wenn die Klasse keine Attribute/Eigenschaften oder Methoden/Operationen besitzt, kann die unterste horizontale Linie entfallen. Oberhalb des Klassennamens können Schlüsselwörter (engl. keyword) in Guillemets und unterhalb des Klassennamens in geschweiften Klammern zusätzliche Eigenschaften (wie {abstrakt}) stehen.
Die Attribute werden wie folgt spezifiziert:
```
[Sichtbarkeit] [/] name [: Typ] [ 
Multiplizität
 ] [= Vorgabewert] [{eigenschaftswert*}]
```

Daraus folgt, dass in der UML ausschließlich der Name eines Attributs angegeben werden muss, und zwar eindeutig innerhalb einer Klasse. Klassenattribute werden unterstrichen. Darüber hinaus sind bei Attributnamen sämtliche Zeichen erlaubt, auch wenn in einigen Programmiersprachen beispielsweise Umlaute verboten sind.
Operationen werden in ähnlicher Art und Weise spezifiziert:
```
[Sichtbarkeit] name [
({Parameter})
] [: Rückgabetyp] [{eigenschaftswert*}]
```

Zudem wird ein Parameter wie folgt aufgebaut:
```
[Übergaberichtung] name : Typ [ 
Multiplizität
 ] [= Vorgabewert] [{eigenschaftswert*}]
```

Die Namensgebung und der Zeichenraum sind hier genauso wie bei den Attributsspezifikationen. Klassenoperationen werden auch hier unterstrichen. Den „Pseudotyp“ void gibt es in der UML nicht, daher muss in einem solchen Fall der Rückgabetyp weggelassen werden. Ansonsten können bei Attributen und Methoden/Operationen sämtliche primitiven Typen sowie selbst definierte Klassen oder Interfaces als Typ bzw. Rückgabetyp verwendet werden.
Die Sichtbarkeit von  Attributen und Methoden/Operationen wird wie folgt gekennzeichnet:
- „+“ für public – (engl. öffentlich), unbeschränkter Zugriff
- „#“ für protected – (engl. geschützt), Zugriff nur von der Klasse sowie von Unterklassen (Klassen, die erben)
- „−“ für private – (engl. privat), nur die Klasse selbst kann es sehen
- „~“ für package – (engl. Paket), innerhalb des Pakets sichtbar (nur in wenigen Programmiersprachen, etwa Java und C#, implementierbar)

Mögliche Eigenschaften sind:
ordered
die Daten werden geordnet zurückgegeben
redefines <Operationsname> (nur bei Operationen)
diese Operation überschreibt die geerbte Operation <Operationsname>
read-only
auf diese Variable kann nur lesend zugegriffen werden
Die Übergaberichtungen:
in
Der übergebene Parameter wird nur gelesen (Standard, wenn nichts angegeben wurde).
out
Der übergebene Parameter wird beschrieben, ohne ihn vorher zu lesen.
inout
Der übergebene Parameter wird gelesen bzw. verarbeitet und beschrieben, beispielsweise um das Ergebnis zurückzugeben.
Die folgenden Abbildungen zeigen zwei Varianten der grafischen Notation für eine Klasse. Abhängig davon, ob eine Klasse in einem Klassendiagramm für ein Design- oder für ein Analysemodell gezeichnet wird, können mehr oder weniger Details dargestellt werden.

Einfachste Form der Darstellung für eine Klasse
Zusätzliche Darstellung von Attributen und Operationen

Detaillierte Darstellung einer Klasse

Abstrakte Klassen sind Klassen, von denen keine Instanz angelegt werden kann. Abstrakte Klassen sehen in UML wie normale Klassen aus. Um sie zu unterscheiden, steht unterhalb des Klassennamens das Wort abstract in geschweiften Klammern. Alternativ kann der Klassenname auch kursiv geschrieben werden, wenn dies gut erkennbar ist.

Beispiel einer aktiven Klasse mit zwei Signalempfängern

Eine aktive Klasse wird mit einem doppelten linken und rechten Rand gezeichnet.

Klassenschablone

Einige Programmiersprachen ermöglichen eine Parametrisierung von Klassenschablonen (Class Templates), um Objekte basierend auf diesen Vorlagenparametern zu erzeugen. Die UML bietet dafür die Notation für Template Arguments an. Dabei werden die Vorlagenparameter in einem gestrichelten Rechteck überlappend an die rechte obere Ecke der Klasse eingetragen. Im Beispiel ist eine Klasse „Vector“ mit dem Vorlagenparametertyp „int“ und dem Parameternamen „T_VALUE“ eingetragen.

### Schnittstellen
Eine Schnittstelle wird ähnlich wie eine Klasse mit einem Rechteck dargestellt, zur Unterscheidung aber mit dem Schlüsselwort interface gekennzeichnet. Schnittstellen können seit der UML 2 auch Attribute besitzen.

Eine Schnittstelle wird mit dem Schlüsselwort <<interface>> markiert
Angebotene Schnittstelle, dargestellt mit einer Schnittstellenrealisierungsbeziehung

## Wichtige Beziehungen

### Generalisierung

Generalisierung

Eine Generalisierung in der UML ist eine gerichtete Beziehung zwischen einer generelleren und einer spezielleren Klasse. Exemplare der spezielleren Klasse sind damit auch Exemplare der generelleren Klasse. Konkret bedeutet dies, dass die speziellere Klasse implizit über alle Merkmale (Struktur- und Verhaltensmerkmale) der generelleren Klasse verfügt – implizit deshalb, weil diese Merkmale in der spezielleren Klasse nicht explizit deklariert werden. Man sagt, dass die speziellere Klasse sie von der generelleren Klasse „erbt“ oder „ableitet“.
Eine Generalisierung wird als durchgezogene Linie zwischen den beiden beteiligten Classifiern dargestellt. Am Ende mit dem generelleren Classifier wird eine geschlossene, nicht ausgefüllte Pfeilspitze gezeichnet.
In gängigen objektorientierten Programmiersprachen entspricht dies dem Konzept der Vererbung, wobei der Pfeil auf die Oberklasse zeigt.

Generalisierung in einem Beispiel angewandt

### Assoziation
Eine Assoziation beschreibt eine Beziehung zwischen zwei oder mehr Klassen. An den Enden von Assoziationen sind häufig Multiplizitäten vermerkt. Diese drücken aus, wie viele dieser Objekte in Relation zu den anderen Objekten dieser Assoziation stehen.

Beispiel für eine binäre Assoziation
Beispiel für eine reflexive Assoziation

### Komposition und Aggregation

Beispiele für Komposition und Aggregation

Eine Beziehung zwischen Klassen, die z. B. öfter benötigt wird, ist die Beziehung zwischen einem Ganzen und seinen Teilen. Die UML sieht dafür zwei spezielle Assoziationen vor: die Aggregation und die speziellere Komposition. Aggregation und Komposition beschreiben die Beziehung von Teilen zu ihrem Ganzen, wobei Komposition eine stärkere Form der Aggregation darstellt.
In der grafischen Darstellung einer Komposition dekoriert eine ausgefüllte Raute das Ende mit der Multiplizität 1 (oder 1..1), das mit dem Ganzen verbunden ist. Im Fall der Aggregation ist es eine nicht ausgefüllte Raute mit einer Kardinalität von 0..* .
Komposition ist ein Spezialfall der Aggregation, bei dem die Teile existenziell vom Ganzen abhängig sind und nicht ohne das Ganze existieren können. Bei Aggregation können die Teile unabhängig existieren, selbst wenn das Ganze nicht mehr vorhanden ist.
In einer Komposition hat das Ganze eine Kardinalität von 1 (oder 1..1), während die Teile genau zu diesem einen Ganzen gehören. In einer Aggregation können die Teile zu mehreren Ganzen gehören, und die Kardinalität des Ganzen kann unterschiedlich sein. Der Fokus liegt hierbei eher auf den Teilen. Durch eine Komposition wird ausgedrückt, dass die Teile von ihrem Ganzen abhängig sind, während in einer Aggregation die Teile unabhängig von ihrem Ganzen existieren können.
Dabei definiert der Unterschied in der Kardinalität (0..* oder 1..1), ob eine Aggregation oder der Spezialfall Komposition vorliegt. Eine Komposition liegt vor, wenn die Kardinalität am Ganzen 1 (oder 1..1) lautet und die Teile ohne das Ganze nicht existieren können. Eine Aggregation liegt vor, wenn die Kardinalität 0..* lautet.
Für das Beispiel heißt die Existenzabhängigkeit folgendes:
- Komposition: Ein Raum kann nicht ohne Gebäude existieren.
- Aggregation: Ein Student kann ohne Vorlesung existieren.

Dennoch bestehen die linken Entitäten aus den rechten Entitäten:
- Ein Gebäude besteht aus Räumen. (Im Beispiel aus mindestens einem Raum; ist als Kardinalität auch 0 Räume zulässig, so ist die Beziehung dennoch eine Komposition.)
- Eine Vorlesung wird von Studenten besucht. (Die Kardinalität kann variieren, und die Beziehung bleibt eine Aggregation, da die Studenten unabhängig von der Vorlesung existieren können.)[3]

In Hinblick auf eine „besteht aus“-Beziehung unterscheiden sich Komposition und Aggregation nicht. Dies ist genau das, was sie vereint. Sie unterscheiden sich jedoch in der „kann ohne sein Ganzes existieren“-Beziehung.
Liegt eine Komposition vor, spricht man auch von einer referenziellen Integrität, die für einen Teil angibt, dass es vom Ganzen abhängig ist.
Das Ganze darf zusätzliche Beziehungen zu anderen Klassen oder weitere eigene Attribute besitzen – es muss nicht ausschließlich aus Teilen einer Klasse bestehen.

## Formale Semantik
Rumbaugh, Jacobson und Booch fordern eine eher minimal definierte, mengentheoretische Semantikbeschreibung. Demnach ist eine Konfiguration (englisch snapshot) {\displaystyle \sigma } eines UML-Klassendiagrammes eine Menge von Objekten der in dem Diagramm vorhandenen Klassen. Eine Konfiguration ist konsistent, wenn alle in dem Diagramm angegebenen Einschränkungen eingehalten werden, wie z. B. Multiplizitäten oder OCL Constraints.

### Klassen und Attribute
In jeder Konfiguration wird eine Klasse als Menge ihrer Objekte beschrieben. Wenn {\displaystyle cname} der Name einer Klasse ist, dann ist {\displaystyle \sigma (cname)} eine Menge. Diese Menge darf auch leer sein, wenn es kein Objekt gibt.
Wenn {\displaystyle attribn} ein Attribut vom Typ {\displaystyle typn} einer Klasse mit dem Klassennamen {\displaystyle cname} ist, dann ist {\displaystyle \sigma (attribn)} eine partielle Funktion von der Menge der Objekte {\displaystyle \sigma (cname)} in die Menge der Objekte des Attributstyps {\displaystyle \sigma (typn)}. Die Funktion muss partiell sein, da sie für (noch) nicht initialisierte Attribute undefiniert ist. Klassenattribute werden genauso behandelt, haben aber die zusätzliche Einschränkung, dass alle Objekte einer Klasse auf dasselbe Objekt des Attributtyps abgebildet werden müssen.
Wurde zusätzlich eine Multiplizität eines Attributes definiert mit dem Intervall {\displaystyle I}, dann ist {\displaystyle \sigma (attribn)} eine Relation mit {\displaystyle \sigma (attribn):\sigma (cname)\times \sigma (typn)}, mit der zusätzlichen Einschränkung, dass für jedes {\displaystyle a\in \sigma (cname)} {\displaystyle Card(\{b|\langle a,b\rangle \in \sigma (attribn)\})\in I} gilt.
Falls eine Klasse mit Namen {\displaystyle cname1} eine Unterklasse von der Klasse mit Namen {\displaystyle cname} ist, dann gilt: {\displaystyle \sigma (cname1)\subseteq \sigma (cname)}

### Assoziationen
Eine Assoziation {\displaystyle r} zwischen Klassen mit den Namen {\displaystyle cname1} und {\displaystyle cname2} wird als Relation {\displaystyle \sigma (r)} zwischen den Mengen der Objekte der Klassen interpretiert, {\displaystyle \sigma (r):\sigma (cname1)\times \sigma (cname2)}. Die Multiplizitäten müssen in beiden Richtungen wie oben beschrieben behandelt werden. Diese Darstellung erlaubt allerdings keine Behandlung der Rollennamen an den Assoziationsenden. Um dies dennoch zu ermöglichen, könnte eine eindeutige Labelfunktion und deren Inverse eingeführt werden.
Bei dieser Art der Betrachtung der Semantik wird nicht zwischen normalen Assoziationen und deren speziellen Ausprägungen (Aggregation, Komposition) unterschieden.

### Operationen
Im Allgemeinen löst eine Operation einen Übergang von einer Konfiguration zu einer anderen aus. Im Falle nicht-deterministischer Operationen gibt es eine Menge von Nachfolge-Konfigurationen. Einen Sonderfall stellen Query-Operationen dar. Da diese keine Seiteneffekte haben dürfen, erfolgt auch kein Zustandsübergang in eine andere Konfiguration. Operationen entsprechen in vielen Programmiersprachen Methoden bzw. Funktionen.